# Complexo Cultural de Todos
O Complexo Cultural de Todos, também conhecido como Complexo Cultural da Zona Norte (CCZN) ou Complexo Cultural de Natal (CCN), é um complexo cultural localizado no entroncamento das avenidas João Medeiros Filho e Itapetinga no bairro de Potengi, na cidade de Natal. O complexo foi inaugurado em 30 de março de 2010 e foi construído no local onde funcionava a Penitenciária Central Doutor João Chaves, que foi demolida para dar lugar ao centro.
O complexo tem dois cineteatros com capacidade para com capacidade para 260 pessoas, galeria e pinacoteca, praça de alimentação, cinco salas para a realização de oficinas de trabalhos manuais, uma sala para inclusão digital, seis lojas de artesanato, quatro lojas para alimentação, dois miniauditórios com capacidade para 60 pessoas cada, sala de administração, banheiros, quatro salas de música e uma sala de dança.
Ao lado do complexo, está sendo construída a nova sede do Campus Natal da Universidade Estadual do Rio Grande do Norte (UERN), do qual ficará a cargo de administrar todo o centro cultural.